# Жибек-Жолинський сільський округ (Сайрамський район)
Жибек-Жоли́нський сільський округ (каз. Жібек жолы ауылдық округі, рос. Жибекжолинский сельский округ) — адміністративна одиниця у складі Сайрамського району Туркестанської області Казахстану. Адміністративний центр — село Машат.
Населення — 5914 осіб (2021; 5101 у 2009, 4281 у 1999, 3637 у 1989).
Станом на 1989 рік існувала Свердловська сільська рада (села Машат, Притрактове, Сіхим).

## Склад
До складу округу входять такі населені пункти:
| Населений пункт  | Колишні назви | Населення, осіб (1989) | Населення, осіб (1999) | Населення, осіб (2009) | Населення, осіб (2021) |
| ---------------- | ------------- | ---------------------- | ---------------------- | ---------------------- | ---------------------- |
| Жибек-Жоли, село | Притрактове   | 2436                   | 2547                   | 3346                   | 4116                   |
| Машат, село      | -             | 516                    | 599                    | 777                    | 878                    |
| Сіхим, село      | Бірлік        | 685                    | 1135                   | 978                    | 920                    |